# Solstice
Pour les articles homonymes, voir Solstice (homonymie).

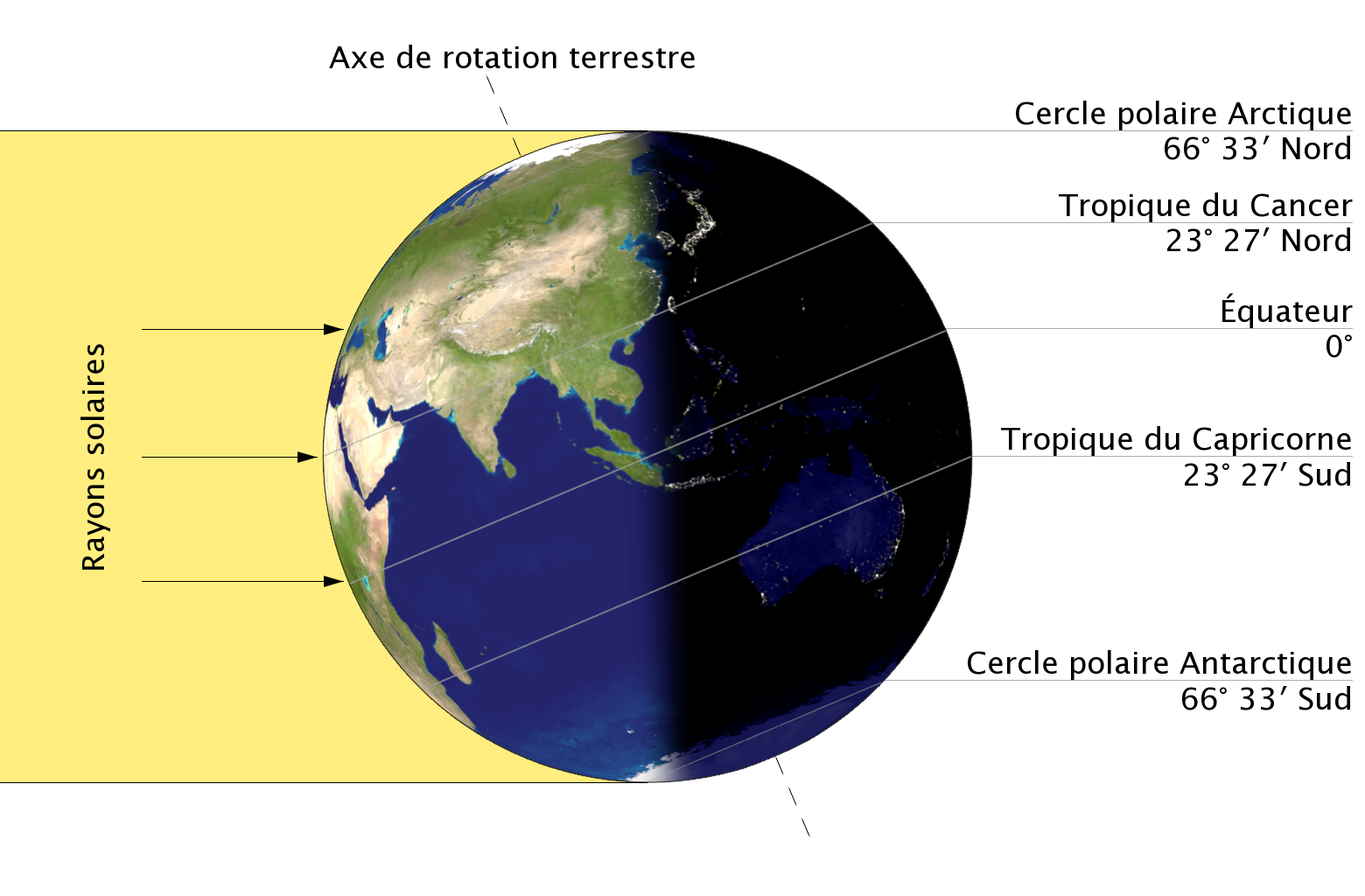
Illumination de la Terre par le Soleil lors du solstice de juin.

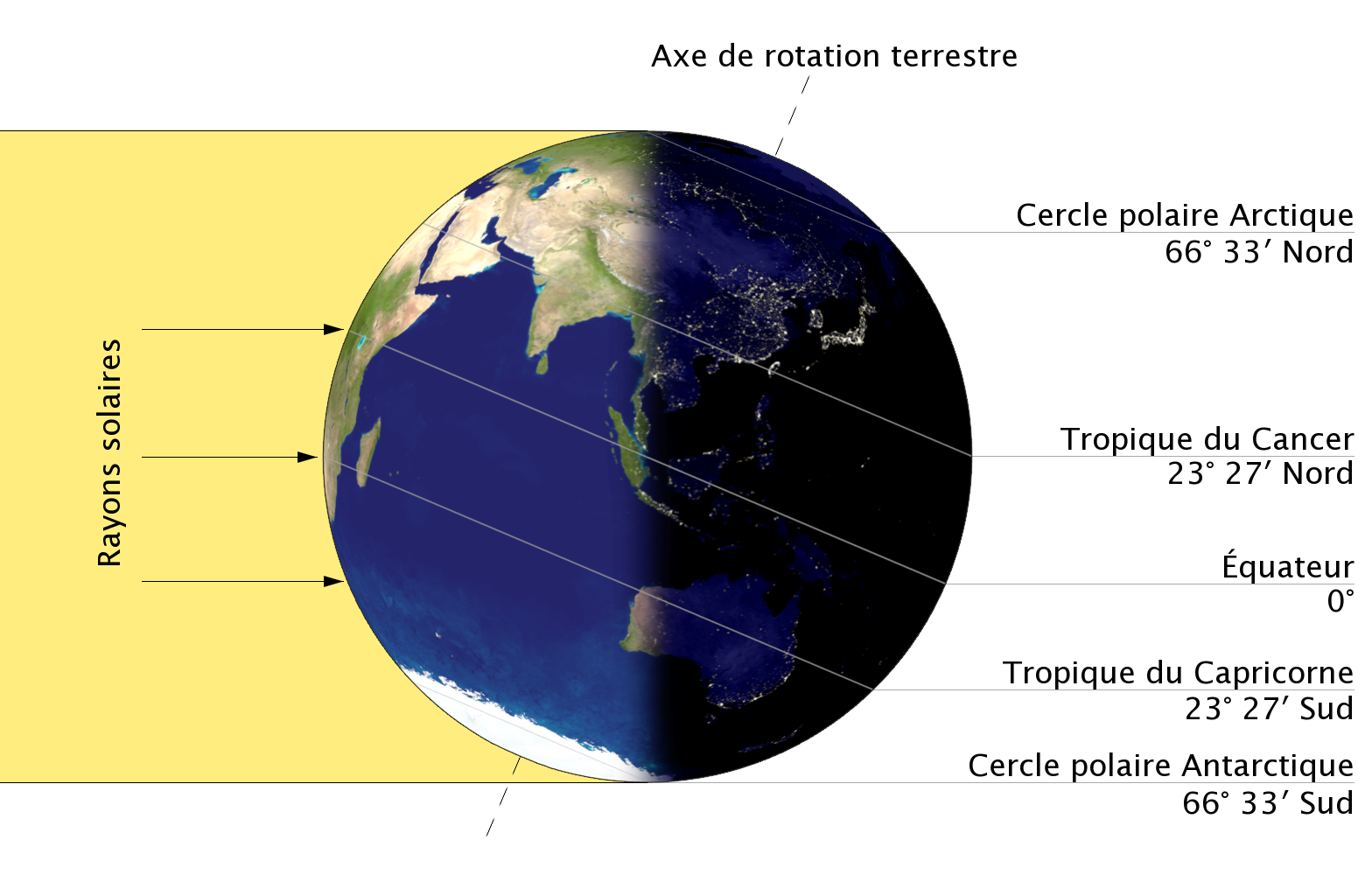
Illumination de la Terre par le Soleil lors du solstice de décembre.

Le solstice est un événement astronomique qui se produit deux fois par an, lorsque la position apparente du soleil atteint sa plus grande inclinaison vers le nord ou vers le sud, par rapport à l'équateur céleste. Cela entraîne la durée du jour la plus longue ou la plus courte de l'année.
Il s'oppose ainsi à l'équinoxe, qui se produit lorsque la position apparente du Soleil est située sur l'équateur céleste. Tandis que les équinoxes se caractérisent par une durée égale entre le jour et la nuit sur toute la planète, les solstices correspondent à une durée de jour et de nuit maximales, alternativement et de façon opposée entre les hémisphères nord et sud.
On appelle par extension « solstices » les jours de l'année pendant lesquels ces événements astronomiques se produisent. Les jours avoisinant le solstice d'été sont les plus longs de l'année, tandis que ceux proches du solstice d'hiver sont les plus courts. La date des solstices correspond au début de l'été ou de l'hiver astronomique. Dans les régions tempérées, les solstices — comme les équinoxes — sont souvent utilisés pour définir les saisons du calendrier : ils peuvent servir à délimiter le début de l'été et de l'hiver, ou bien à marquer le milieu de ces deux saisons. Tout comme les saisons, les dates des solstices d'hiver et d'été sont inversées pour les hémisphères nord et sud.
Une année connaît deux solstices : dans le calendrier grégorien, le premier est proche du 21 juin, le second est proche du 21 décembre. Ces dates changent légèrement au cours des années. Elles évoluent aussi sur les grandes périodes de temps en fonction des légers mouvements de l'axe de rotation terrestre.

## Étymologie
Le nom masculin « solstice », est un emprunt au latin solstitium (de sol, « soleil », et statum issu de stare, « se tenir debout, demeurer immobile »), faisant référence aux deux époques de l'année où le Soleil atteint sa plus forte déclinaison (boréale ou australe) et paraît être stationnaire pendant quelques jours.
Le terme latin solstitium est utilisé à la fin de la République romaine au Ier siècle av. J.-C. Pline l'Ancien l'emploie plusieurs fois dans son Histoire naturelle dans le même sens qu'actuellement. De même, d'un point de vue astronomique moderne, c'est la période où la déclinaison du Soleil semble constante et son mouvement apparent vers le nord ou le sud sur la sphère céleste semble s'arrêter avant de changer de direction.

## Histoire

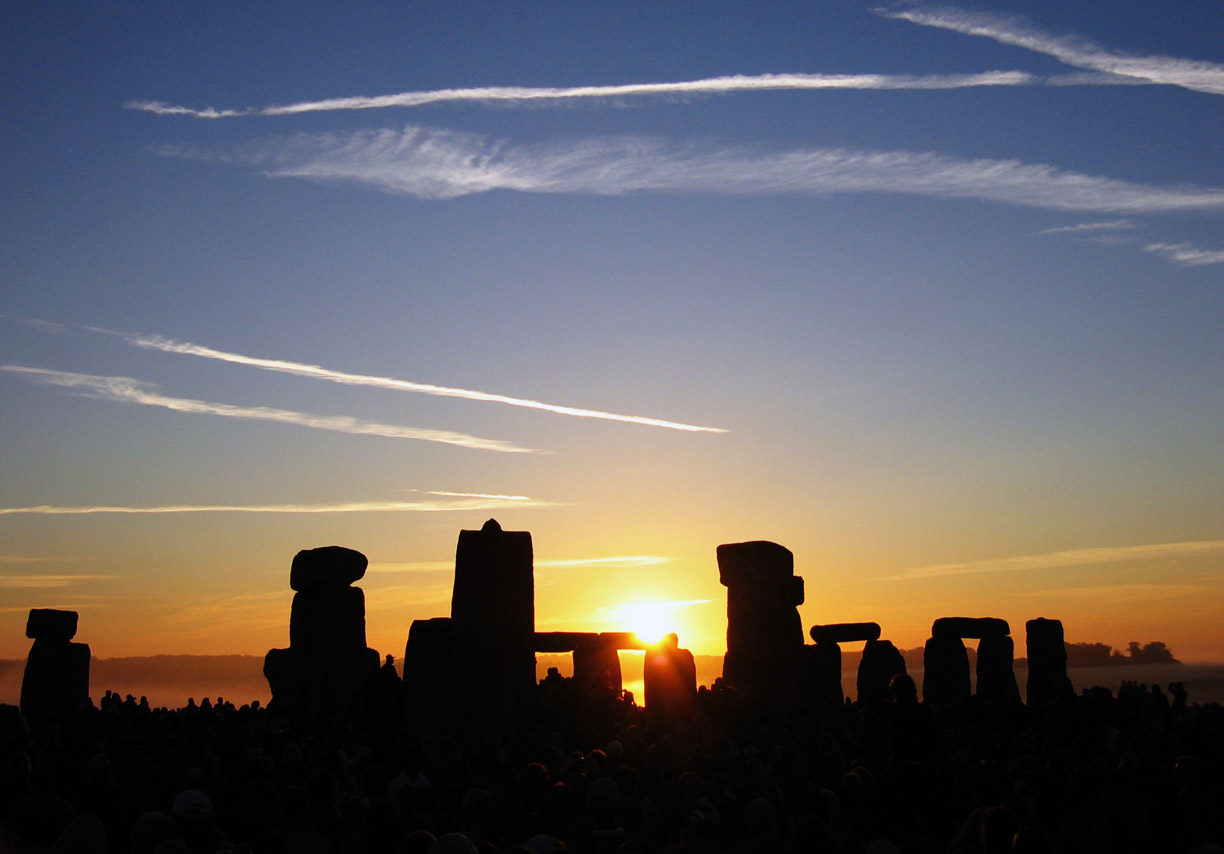
Lever de soleil le jour du solstice d'été à Stonehenge.

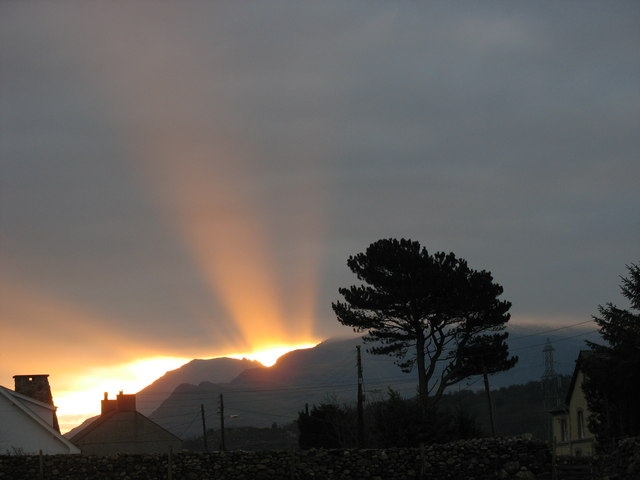
Lever de soleil le jour du solstice d'hiver entre Crib Goch et Carnedd à Llanrug au Royaume-Uni.

Les solstices d'hiver et d'été sont la source de nombreuses célébrations, fêtes païennes ou fêtes religieuses dans différentes cultures au cours de l'histoire.
Dans le calendrier hindou, les deux solstices sidéraux sont nommés Uttarayana et Dakshinayana. Le premier se produit vers le 14 janvier, le deuxième vers le 14 juin. Ils marquent le mouvement du Soleil le long d'un zodiaque fixe par rapport aux étoiles (c'est-à-dire que les phénomènes de précession sont ignorés) et son entrée dans Mesha (un signe zodiacal qui correspondait au Bélier vers 285) et dans Tula (qui correspondait à la Balance à la même époque). Les solstices indiens sont traditionnellement calculés en se basant sur le tropique du Capricorne, d'où la différence significative entre les dates indiennes et réelles.
Les croyances celtiques appellent aussi le solstice « litha », qui se réfère au jour où les mages récoltent des herbes dites magiques, accompagné d'un hommage à la nature.
Dans le néopaganisme, les célébrations des solstices correspondent à des fêtes religieuses importantes dans les mouvements druidiques et wiccans : roue de l'année, dont Krampus, Yule, Wren Day, Mummer's Day, Alban Arthan.

## Solstice d'été
Le solstice d'été, ou le solstice de juin (autour du 21 juin), est le jour de l'année où la durée du jour est la plus longue, dans l'hémisphère nord.
Dans l'Égypte antique, le solstice d'été correspond à peu près au gonflement des eaux du Nil et marque le début de la nouvelle année,.
Les Romains de l'Antiquité fêtent Summanus (dieu sabin des orages nocturnes) le 20 juin.
Plusieurs tribus amérindiennes célèbrent le solstice d'été par la danse du Soleil.
À Stonehenge, des milliers de personnes se réunissent pour célébrer le passage à l'été.
Le christianisme célèbre différentes fêtes liées aux solstices, apparentées à la fête de la Saint-Jean le 24 juin, et à Noël, le 25 décembre.
Dans diverses cultures, les fêtes du solstice sont honorées :
- Jaanipäev (Estonie) ;
- Golowan Festival (en) (Cornouailles) ;
- fête de Kupala (monde slave)...

Diverses parades sont, de manière moderne, organisées :
- Fremont Solstice Parade (en) (Seattle, Washington, États-Unis) ;
- Santa Barbara Summer Solstice Parade (en) (Santa Barbara, Californie, États-Unis).

Depuis 1982, la Fête de la musique correspond à des festivités organisées généralement le jour du solstice d'été.

## Solstice d'hiver
« Solstice d'hiver » redirige ici. Pour la fête asiatique, voir Solstice d'hiver (fête chinoise).
Le solstice d'hiver, ou le solstice de décembre (autour du 21 décembre), est le jour de l'année où la durée du jour est la plus courte, dans l'hémisphère nord.
Le solstice d'hiver a peut-être été un moment spécial du cycle annuel pour certaines cultures, même à l'époque néolithique. Les événements astronomiques étaient souvent utilisés pour guider les activités, telles que l'accouplement des animaux, le semis des cultures et la surveillance des réserves hivernales de nourriture. De nombreuses mythologies et traditions culturelles en découlent.
Le solstice d'hiver est associé à un jour férié dans plusieurs cultures :
- les Saturnales romaines (mais aussi les Brumalia en l'honneur de Saturne, d'Ops et de Bacchus, les Divalia pour la déesse Angerona), et sans doute les Lénéennes ;
- Kwanzaa pour certains Afro-Américains ;
- Sol invictus ;
- Hogmanay (Écosse) ;
- Wren Day (en) (Lá an Dreoilínou en Irlande) ou fête de la Saint-Étienne ;
- Korotchoun (ou Kračun, dans le monde slave) (et Crăciun en roumain) ;
- Koliada (en) (ou koleda, dans le monde slave), mais aussi les chants de Colindă (Roumanie) ou Koledari (Bulgarie) ;
- Ziemassvētki (en) (Lettonie) ;
- Beaivi (en) (ou Beiwe, chez les Samis (Laponie) ;
- Berchta (en folklore germanique) ;
- Shab-e Yalda (monde persan) ;
- Şeva Zistanê (en) (monde kurde) ;
- Malkh festival (hi) (Nakh, Caucase) ;
- Hanoucca (monde juif) ;
- Shalako (en) (peuple Zuñis, Arizona et Nouveau-Mexique) ;
- Inti Raymi dans la civilisation inca ;
- We Tripantu (es) (renaissance du soleil) chez les Mapuches ;
- Nouvel an aymara (es) ou Willkakuti (en) (Andes) ;
- Junkanoo (monde caribéen anglophone) ;
- Dongzhi, solstice d'hiver d'Extrême-Orient (Chine) ;
- célébration d'Amaterasu (Japon) ;
- Yule, fête occidentale du solstice d'hiver ayant existé chez certains peuples germaniques et scandinaves ;
- Mōdraniht (en) (Nuit des Mères, monde anglo-saxon) ;
- Dísablót (en) (Scandinavie) ;
- fête de Sainte-Lucie (Scandinavie).

En Inde et en Asie du Sud-Est, le solstice d'hiver est à l'origine de nombreuses festivités locales telles que :
- Makar Sankranti, fête plus connue sous les variantes régionales d'Uttarayan au Gujarat, Pongal au Tamil Nadu, Maghi en Haryana, Magha Saaji en Himachal Pradesh, Lohri au Penjab, Makara Sankramana au Karnataka, Bhogali Bihu en Assam, Ghughuti en Uttarakhand, Makara Chaula en Orissa, Maghe Sankranti au Népal et Shishur Saenkraat au Cachemire ;
- Songkran, Nouvel An thaï ;
- Thingyan, Nouvel An birman.

Chez les Basques, le nom de Noël vient de celui du solstice (Olentzero, Onentzaro) et fait directement allusion à la période à partir de laquelle les jours vont rallonger.
Au XXIe siècle, les célébrations de l'Avent, de Noël (Nativité), du Jour de l'an ou encore de l'Épiphanie éclipsent les autres survivances. Un exemple en serait la fête de Midwinter (aux Terres australes et antarctiques françaises et en Antarctique).

## Dates
| Année | Équinoxe de mars | Équinoxe de mars | Solstice de juin | Solstice de juin | Équinoxe de sept. | Équinoxe de sept. | Solstice de déc. | Solstice de déc. |
| Année | jour             | heure            | jour             | heure            | jour              | heure             | jour             | heure            |
| ----- | ---------------- | ---------------- | ---------------- | ---------------- | ----------------- | ----------------- | ---------------- | ---------------- |
| 2001  | 20               | 13:30:44         | 21               | 07:37:45         | 22                | 23:04:30          | 21               | 19:21:31         |
| 2002  | 20               | 19:16:10         | 21               | 13:24:26         | 23                | 04:55:25          | 22               | 01:14:23         |
| 2003  | 21               | 00:59:47         | 21               | 19:10:29         | 23                | 10:46:50          | 22               | 07:03:50         |
| 2004  | 20               | 06:48:39         | 21               | 00:56:54         | 22                | 16:29:51          | 21               | 12:41:38         |
| 2005  | 20               | 12:33:26         | 21               | 06:46:09         | 22                | 22:23:11          | 21               | 18:34:58         |
| 2006  | 20               | 18:25:35         | 21               | 12:25:52         | 23                | 04:03:23          | 22               | 00:22:07         |
| 2007  | 21               | 00:07:26         | 21               | 18:06:27         | 23                | 09:51:15          | 22               | 06:07:50         |
| 2008  | 20               | 05:48:19         | 20               | 23:59:23         | 22                | 15:44:30          | 21               | 12:03:47         |
| 2009  | 20               | 11:43:39         | 21               | 05:45:32         | 22                | 21:18:36          | 21               | 17:46:48         |
| 2010  | 20               | 17:32:13         | 21               | 11:28:25         | 23                | 03:09:02          | 21               | 23:38:28         |
| 2011  | 20               | 23:20:44         | 21               | 17:16:30         | 23                | 09:04:38          | 22               | 05:30:03         |
| 2012  | 20               | 05:14:25         | 20               | 23:08:49         | 22                | 14:48:59          | 21               | 11:11:37         |
| 2013  | 20               | 11:01:55         | 21               | 05:03:57         | 22                | 20:44:08          | 21               | 17:11:00         |
| 2014  | 20               | 16:57:05         | 21               | 10:51:14         | 23                | 02:29:05          | 21               | 23:03:01         |
| 2015  | 20               | 22:45:09         | 21               | 16:37:55         | 23                | 08:20:33          | 22               | 04:47:57         |
| 2016  | 20               | 04:30:11         | 20               | 22:34:11         | 22                | 14:21:07          | 21               | 10:44:10         |
| 2017  | 20               | 10:28:38         | 21               | 04:24:09         | 22                | 20:01:48          | 21               | 16:27:57         |
| 2018  | 20               | 16:15:27         | 21               | 10:07:18         | 23                | 01:54:05          | 21               | 22:22:44         |
| 2019  | 20               | 21:58:25         | 21               | 15:54:14         | 23                | 07:50:10          | 22               | 04:19:25         |
| 2020  | 20               | 03:49:36         | 20               | 21:43:40         | 22                | 13:30:38          | 21               | 10:02:19         |
| 2021  | 20               | 09:37:27         | 21               | 03:32:08         | 22                | 19:21:03          | 21               | 15:59:16         |
| 2022  | 20               | 15:33:23         | 21               | 09:13:49         | 23                | 01:03:40          | 21               | 21:48:10         |
| 2023  | 20               | 21:24:24         | 21               | 14:57:47         | 23                | 06:49:56          | 22               | 03:27:19         |
| 2024  | 20               | 03:06:21         | 20               | 20:50:56         | 22                | 12:43:36          | 21               | 09:20:30         |
| 2025  | 20               | 09:01:25         | 21               | 02:42:11         | 22                | 18:19:16          | 21               | 15:03:01         |
| 2026  | 20               | 14:45:57         | 21               | 08:24:30         | 23                | 00:05:13          | 21               | 20:50:14         |
| 2027  | 20               | 20:24:41         | 21               | 14:10:50         | 23                | 06:01:43          | 22               | 02:42:10         |
| 2028  | 20               | 02:17:08         | 20               | 20:02:00         | 22                | 11:45:18          | 21               | 08:19:40         |
| 2029  | 20               | 08:01:59         | 21               | 01:48:18         | 22                | 17:38:30          | 21               | 14:14:06         |
| 2030  | 20               | 13:52:06         | 21               | 07:31:19         | 22                | 23:26:53          | 21               | 20:09:38         |

À la différence des équinoxes, l'heure exacte des solstices est difficile à déterminer directement par l'observation. Les variations de la déclinaison solaire deviennent plus petites à mesure que celle-ci s'approche du minimum ou du maximum. Les jours précédant et suivant les solstices, la vitesse de variation de la déclinaison est inférieure à 30 secondes d'arc par jour, moins d'un soixantième du diamètre angulaire du Soleil. Ces différences de déclinaison sont à la limite des possibilités de mesure d'un sextant équipé d'un vernier et hors de portée pour des outils plus rustiques (gnomon ou astrolabe). Les variations dans l'azimut du lever et du coucher du Soleil sont également difficiles à mesurer à cause des changements dans la réfraction atmosphérique. Sans l'aide d'outils et de méthodes plus sophistiquées, la datation du solstice présente de trois à cinq jours d'imprécision.
Ptolémée utilisait une méthode fondée sur l'interpolation. Elle consistait à mesurer la déclinaison du Soleil à midi sur plusieurs jours avant et après le solstice afin de trouver deux jours non consécutifs possédant la même déclinaison. Le solstice est alors situé à mi-chemin entre ces deux dates. Il a été postulé qu'un intervalle de 45 jours permet d'atteindre une précision de six heures.
Le solstice peut être déterminé précisément avec un astrolabe de qualité. Il faut disposer d'un point intermédiaire, la Lune, visible de nuit pour pouvoir positionner l'instrument sur la sphère céleste. Il en faut un autre suffisamment brillant pour être visible de jour afin de pouvoir recaler la position horaire de la sphère céleste et positionner le Soleil sur celle-ci. Avec cette double visée, qui revient à déterminer le temps sidéral, il est possible de déterminer le moment où le Soleil passe à 90° du point vernal (intersection de l'écliptique et de l'équateur), avec la précision de la mesure (sensiblement, un jour par degré).

### Calendrier grégorien
Dans le calendrier grégorien, les dates de solstices varient suivant les années (le tableau à droite les résume pour les années proches). Les faits suivants sont à prendre en compte :
- l’orbite terrestre n’est pas tout à fait circulaire et sa vitesse dépend donc de sa position (deuxième loi de Kepler). En conséquence, les saisons ont une durée inégale :
  - printemps boréal / automne austral, de l’équinoxe de mars au solstice de juin : 92,7 jours,
  - été boréal / hiver austral, du solstice de juin à l’équinoxe de septembre : 93,7 jours,
  - automne boréal / printemps austral, de l’équinoxe de septembre au solstice de décembre : 89,9 jours,
  - hiver boréal / été austral, du solstice de décembre à l’équinoxe de mars : 89,0 jours ;
- l'année civile standard n'est que de 365 jours ; l'année tropique est d'environ 365,242 2 jours. Les solstices se produisent donc quasiment six heures plus tard d'une année sur l'autre[17]. Les années bissextiles permettent de recaler les dates de solstices d'une journée tous les quatre ans ;
- ce décalage bissextile d'un jour tous les quatre ans est la base de la définition du calendrier julien. L'année civile julienne moyenne (365,25 jours) est alors plus longue que l'année tropique (365,2422) ; cet excès de 0,007 8 jour par an conduit, après environ 128 ans, les solstices à se produire une journée plus tôt. Le calendrier grégorien compense ce décalage en supprimant le jour bissextile pour les années divisibles par 100 mais pas par 400 ; ainsi définie, l'année grégorienne moyenne a une durée de 365,2425 jours. L'écart résiduel avec l'année tropique ne produit alors plus qu'un jour tous les 3 000 ans environ.

En heure UTC, le solstice de juin se produit en général le 21 juin.

Il est survenu le 20 juin en 2008 (ce qui n'était pas arrivé depuis 1896) et à nouveau en 2012, 2016, 2020, 2024 ; cela se reproduira en 2028, 2032... Il s'est produit le 22 juin en 1975 et tombera à nouveau à cette date au début du XXIIIe siècle en 2203, 2207, 2211 et 2215, puis au début du XXIVe siècle. Il tombera exceptionnellement un 19 juin, vers la fin du XXVe siècle, et pour la première fois en 2488 depuis la création du calendrier grégorien.
Le solstice de décembre a généralement lieu le 21 ou le 22 décembre. 

Il est tombé exceptionnellement un 23 décembre en 1903, ceci pour la première fois depuis la création du calendrier grégorien et il faudra attendre le début du XXIVe siècle pour le voir se produire de nouveau à cette date. Il est tombé un 20 décembre dix fois à la fin du XVIIe siècle et tombera de nouveau à cette date à la fin du XXIe siècle et à la fin du XXVe siècle.

## Trajectoire du Soleil

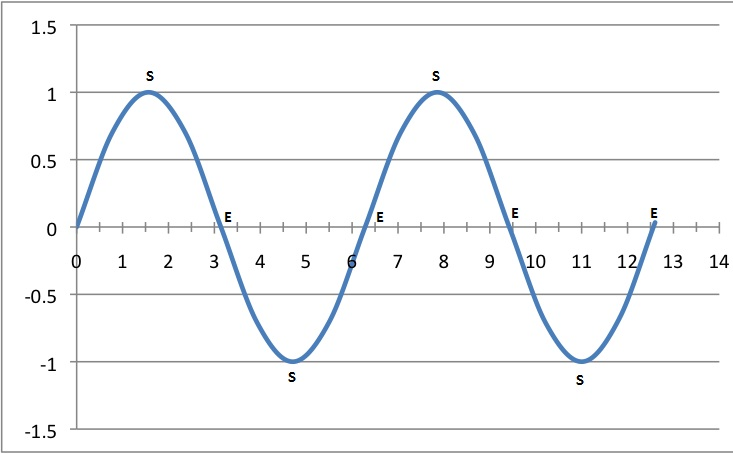
La hauteur du Soleil dans le ciel en fonction du temps s'apparente à une oscillation harmonique simple.
Les solstices correspondent à l'amplitude maximale (S), où la variation de position varie momentanément plus lentement en fonction du temps.
Les équinoxes correspondent aux positions nulles (E). Ils marquent la mi-temps entre les solstices et leur cycle est en déphasage d'un quart de période sur ces derniers.

Le Soleil est légèrement plus éloigné de la Terre lors du solstice du 21 juin par rapport au solstice du 21 décembre en raison de la nature elliptique de l'orbite de la Terre (l'ellipse a été fortement exagérée ici afin de permettre de percevoir la différence).

Le solstice est l'un des moments où la déclinaison du Soleil sur la sphère céleste semble constante : à ces instants, sa trajectoire apparente atteint son point le plus haut ou le plus bas par rapport aux étoiles. Cependant, en raison de la nature elliptique de l'orbite de la Terre, qui engendre notamment une variation de vitesse de révolution de cette dernière, le jour du solstice ne correspond pas au jour où le Soleil se lève et se couche le plus tard ou le plus tôt.
Autrement dit, le créneau de la journée pendant lequel le soleil est visible se décale légèrement, entre mi-décembre et début janvier ainsi qu'entre mi-juin et début juillet ; si bien que pendant ces périodes, le raccourcissement puis le rallongement (ou l'inverse) de la durée de visibilité du soleil ne se fait pas par des variations symétriques des heures de lever et de coucher de l'astre solaire.
L'axe de rotation de la Terre est incliné par rapport à la verticale du plan de son orbite d'environ 23° 26′ 13″ et son orientation reste constante au cours d'une révolution autour du Soleil. En conséquence, pendant une moitié de l'année, l'hémisphère nord est plus incliné vers le Soleil que l'hémisphère sud, avec un maximum vers le 21 juin. Pendant l'autre moitié l'hémisphère sud est plus incliné que l'hémisphère nord, avec un maximum vers le 22 décembre. Les moments où ces inclinaisons sont maximales sont les solstices.
Au solstice de juin, la déclinaison du Soleil atteint +23° 26′ 13″ ; au solstice de décembre, −23° 26′ 13″. Le reste de l'année, elle évolue entre ces deux extrêmes.
Les solstices ne sont pas liés à la distance entre la Terre et le Soleil, variable du fait de son excentricité orbitale : la Terre atteint son aphélie au début juillet et son périhélie au début janvier. Cependant, par suite des cycles de Milankovitch, l'inclinaison de l'axe terrestre et son excentricité orbitale évoluent au fil du temps : dans 10 000 ans, le passage au périhélie se produira au même moment que le solstice de juin, et le passage à l'aphélie lors du solstice de décembre.
Lors du solstice de juin, le point subsolaire atteint la latitude 23° 26′ 13″ Nord, c'est-à-dire celle du tropique du Cancer : l'un des points situés sur ce parallèle perçoit le centre du Soleil exactement au zénith. On reconnait le solstice d'été en raison de la durée minimale de la nuit et la durée maximale du jour. C'est également le jour où le Soleil se lève le plus au nord-est, passe au méridien avec une hauteur maximale et se couche le plus au nord-ouest. Lors du solstice de décembre, le point subsolaire atteint la latitude 23° 26′ 13″ Sud, c'est-à-dire celle du tropique du Capricorne.
Les points de la surface terrestre situés à la latitude 66° 33′ 47″ Nord (c'est-à-dire sur le cercle Arctique) perçoivent le centre du Soleil juste sur l'horizon à minuit lors du solstice de juin. La même chose se produit lors du solstice de décembre pour les points du cercle Antarctique, par 66° 33′ 47″ Sud.

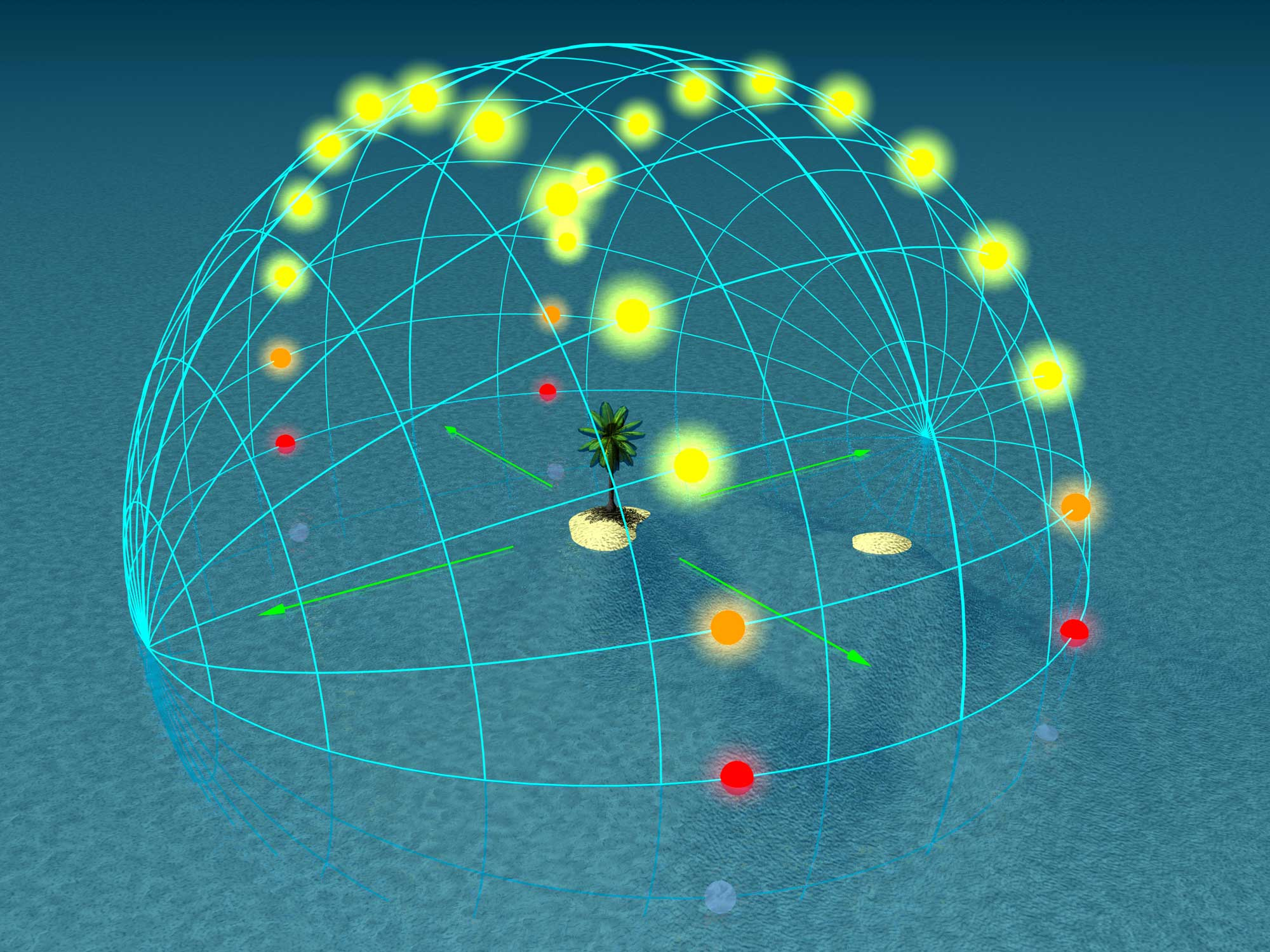
0° (équateur) : le Soleil atteint sa culmination minimale, n'atteignant que 66,563° au nord ou au sud. Aux équinoxes, le soleil culminera à 90°. Il n'y a pas de saison et le jour dure toujours douze heures.
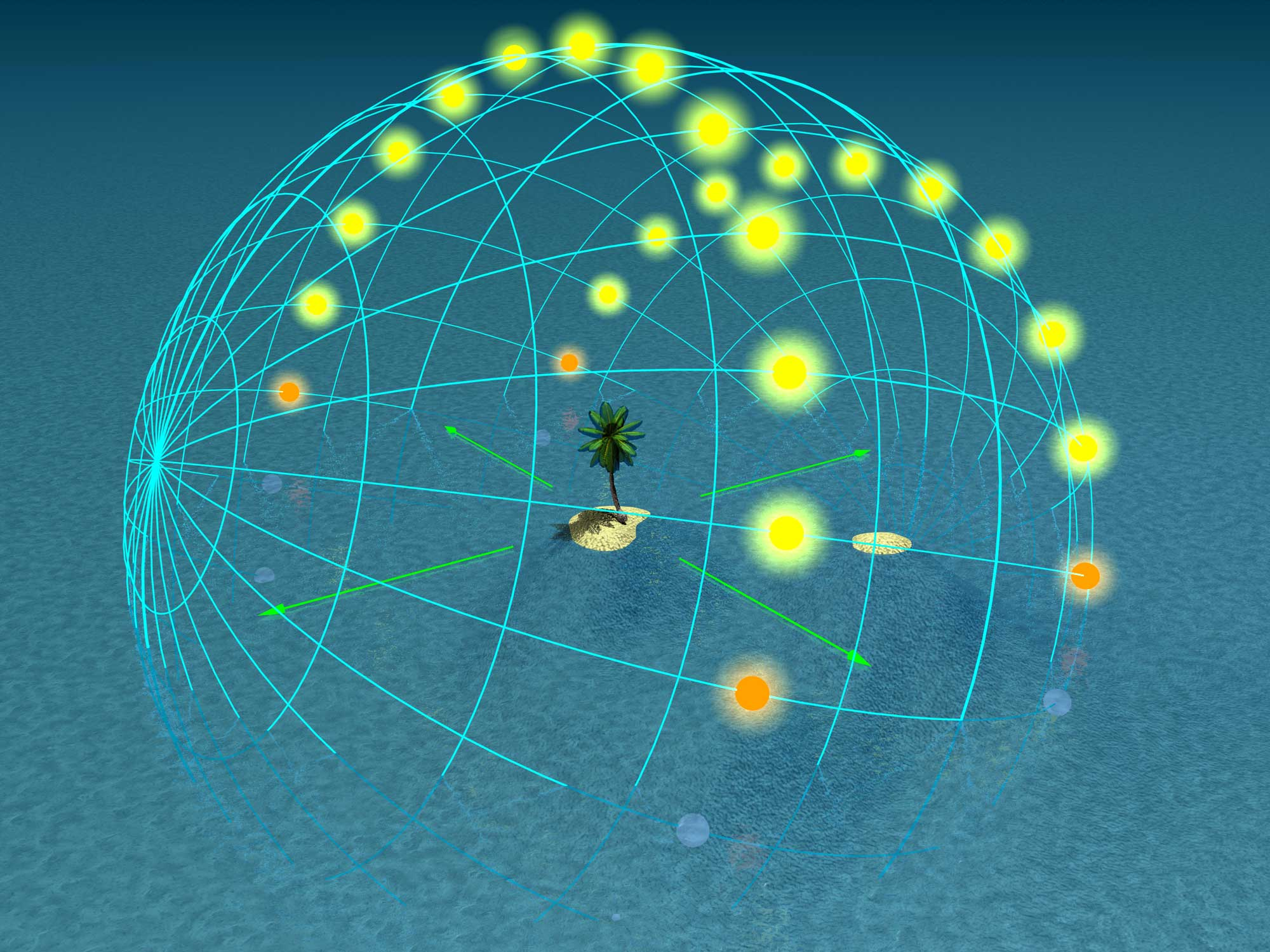
20° : le Soleil culmine à 46,563° en hiver et 86,563° à l'opposé (le jour du solstice de juin), mais il y a deux jours par an où le Soleil culmine perpendiculairement à 90°. Les jours d'été sont de deux à trois heures plus longs que les jours d'hiver. Le crépuscule dure environ une heure toute l'année.
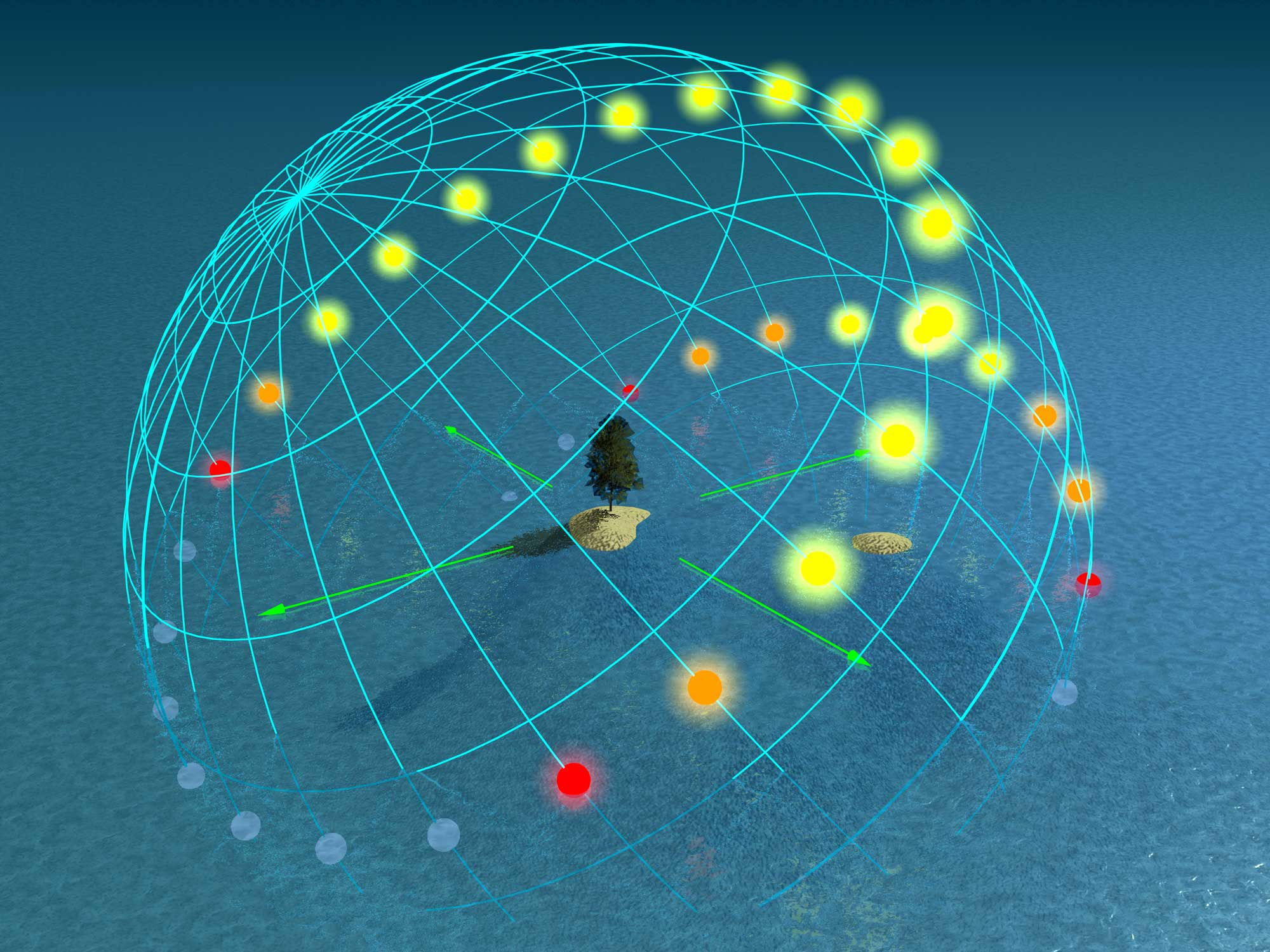
50° : le Soleil culmine à 16,563° en hiver et à 63,437° en été. Le jour dure moins de 8 heures en hiver et plus de 16 heures en été. Les directions et angles des levers et couchers de Soleil lors des deux solstices sont très différents. En été, le Soleil ne disparaît pas suffisamment sous l'horizon pour que prenne fin le crépuscule astronomique. Au-dessus de 60° de latitude, le crépuscule civil dure toute la nuit. Au-dessus de 66,563°, le Soleil ne se couche pas en été.
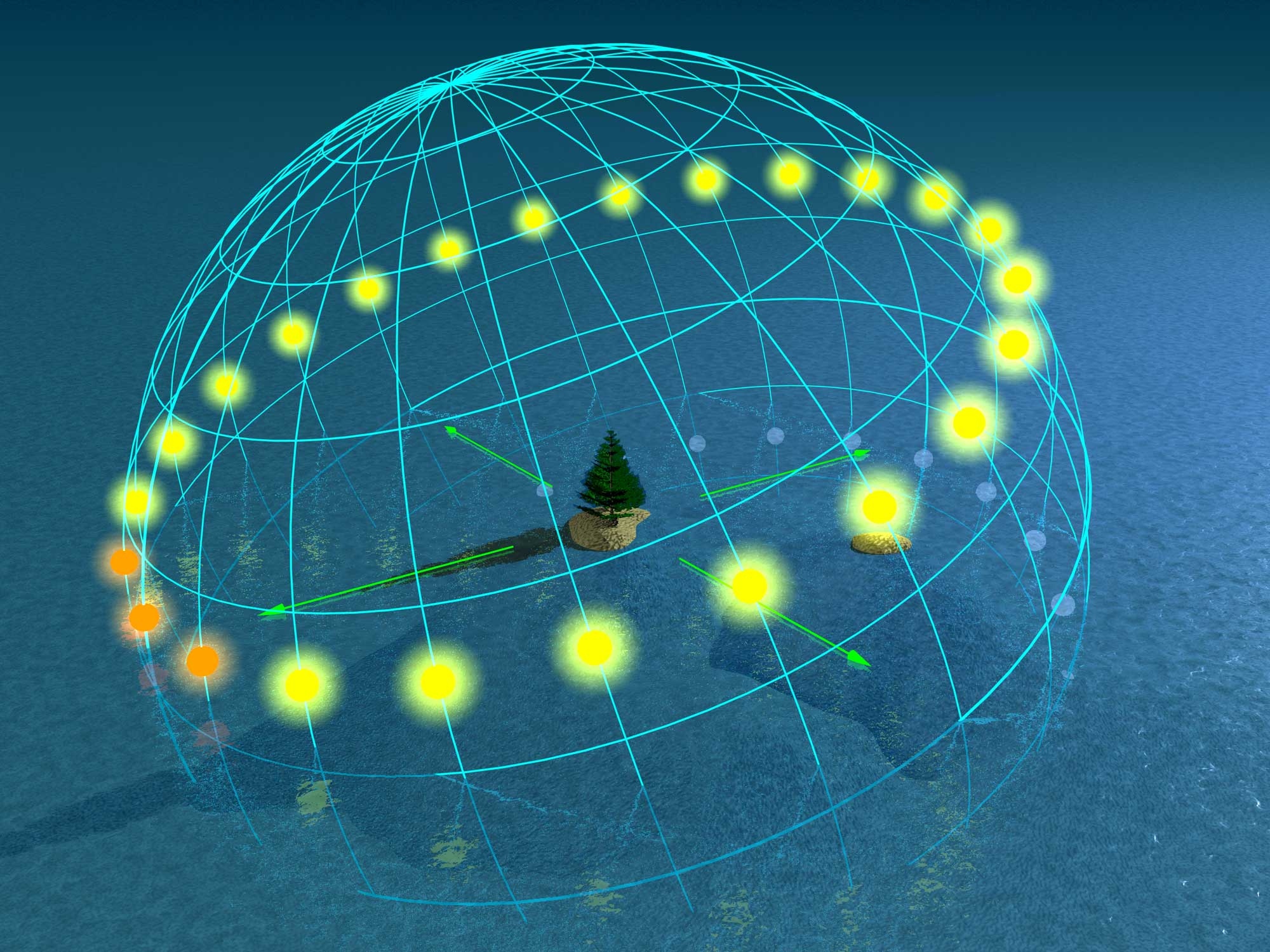
70° : en hiver, le Soleil culmine sous l'horizon à −3,437° : il ne se lève pas et la zone est plongée dans la nuit polaire (avec un crépuscule prononcé cependant). En été, il culmine à 43,437° et ne se couche pas.
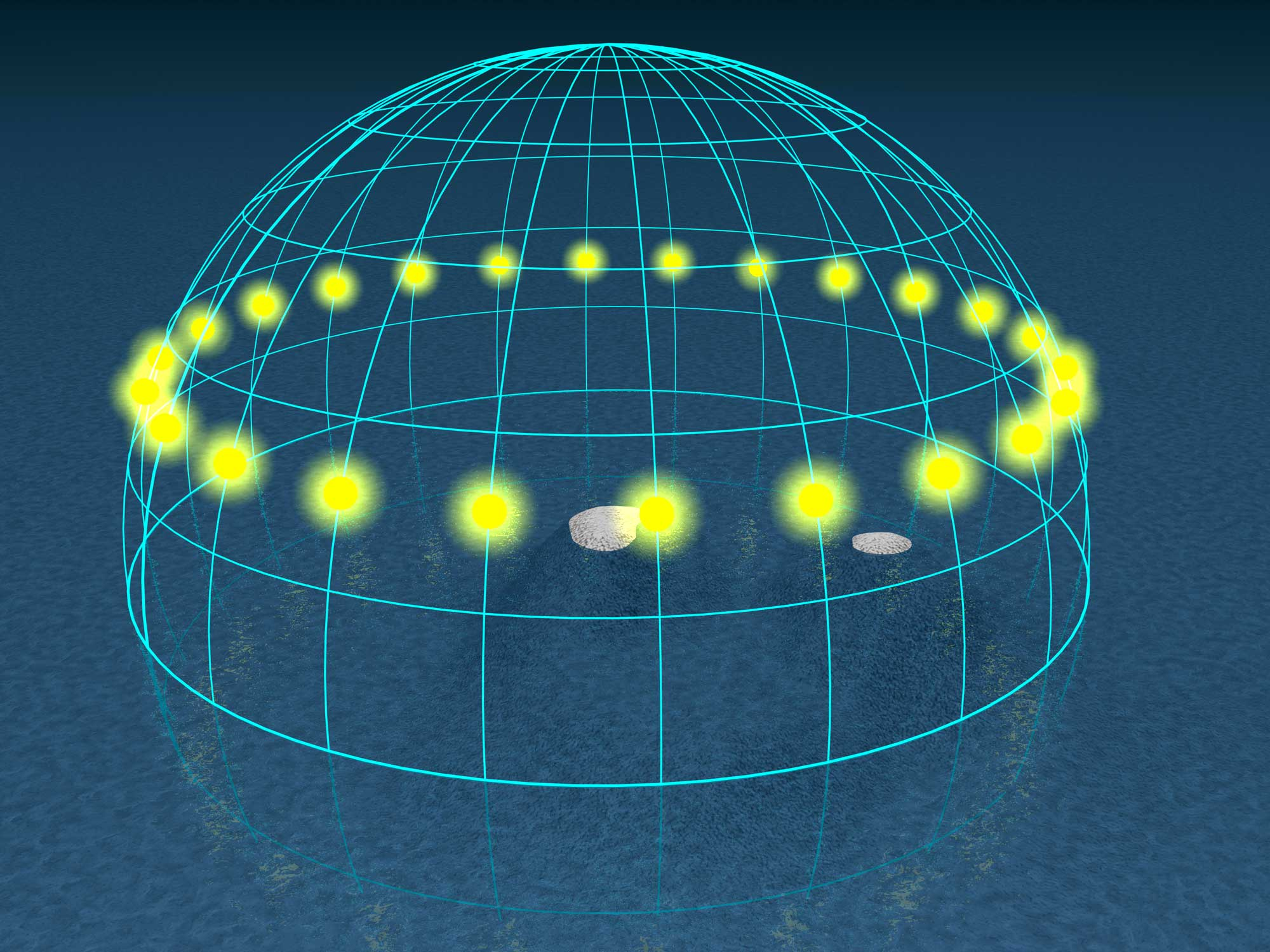
90° (pôles) : aux solstices d'hiver et d'été, le Soleil est respectivement à 23,437° en dessous et au-dessus de l'horizon, quelle que soit l'heure. Le solstice d'été marque la culmination maximale du Soleil au pôle : après cette date, il descend progressivement sur la sphère céleste et atteint l'horizon lors de l'équinoxe d'automne.